# Лутули, Альберт
Альбе́рт Джон Луту́ли (англ. Albert John Lutuli (Luthuli); 1898[…], Булавайо, company rule in Rhodesia — 21 июля 1967, Квадукуза, Наталь) — южноафриканский политик, президент Африканского национального конгресса, борец с апартеидом. Первый африканец, удостоенный Нобелевской премии мира (1960).

## Биография
Сын зулусского миссионера адвентистов седьмого дня Джона Буньяна Лутули и его супруги Мтоньи Гумеде родился в Родезии, близ Булавайо. После смерти отца он с матерью вернулись в ЮАР, где впервые пошёл в школу. В 1917 году окончил учительскую школу в Инвендейле и стал директором и единственным преподавателем школы в Блаубосхе (Натал). Получив премию от департамента по образованию провинции Натал, Лутули продолжил в течение двух лет образование в колледже миссии Адамса, а затем 13 лет преподавал там. В 1935 году уволился из колледжа и через год стал вождём племени в Гроутвилле.
В 1944 году вступил в Африканский национальный конгресс, а в 1948 году избран председателем натальского отделения АНК, в 1951 году возглавил его в провинции КваЗулу. В 1952 году стал президентом АНК. Он начал поездки по всей стране, осуждая законы о пропусках и образовании банту, и призывал к ненасильственному протесту. В последующие годы он неоднократно арестовывался и высылался. На него был наложен 5-летний запрет покидать своё жилье дальше, чем на 15 миль (24 км), который в 1960 году был снят, лишь чтобы арестовать его после того, как Лутули сжёг свой внутренний пропуск в знак протеста против бойни в Шарпевиле.
В 1960 году Лутули был награждён Нобелевской премией мира «За усилия по утверждению справедливости между людьми и народами». На 1962—1965 годы был избран ректором Университета Глазго студентами последнего, но это осталось формальностью, поскольку правительство ЮАР, разрешив Лутули с женой выехать на вручение Нобелевской премии, более не разрешало ему покидать страну. В 1962 году опубликовал автобиографию под названием «Отпусти мой народ» (Let My People Go).
Погиб 21 июля 1967 года под колёсами поезда. Похоронен в Гроутвилле.
Личность Лутули описана в книге Пера Вестберга "В чёрном списке" (М.: Мысль, 1964).

## Награды
- Платиновый Орден Мапунгубве (2012, посмертно)
- Нобелевская премия мира (1960)
- Медаль Изитваландве (1955)